# Resolutie 2085 Veiligheidsraad Verenigde Naties
Resolutie 2085 van de Veiligheidsraad van de Verenigde Naties werd op 20 december 2012 unaniem aangenomen door de VN-Veiligheidsraad. Met resolutie 2085 autoriseerde de Veiligheidsraad de ECOWAS om een vredesmacht (AFISMA) naar Mali te sturen.

## Achtergrond
Sedert de jaren 1990 hadden de Toearegs in het noorden van Mali hun eigen bestuurlijke zone. Zij probeerden al langer hun regio Azawad los te maken van Mali, maar enkele gevechten in 2006 leidden tot een akkoord met de regering. Na de Libische burgeroorlog in 2011 keerden velen van hen die voor Qadhafi hadden gevochten zwaar bewapend terug naar Mali. Ze begonnen er een veroveringstocht om er gewapenderhand het noorden van het land in te nemen. De regering en het leger konden hen niet de baas en na maanden van ontevredenheid over leiding en uitrusting pleegden soldaten een staatsgreep, waarbij ook president Touré werd verjaagd. Zij richtten een comité voor het herstel van de democratie op, maar droegen de macht over aan een overgangsregime onder leiding van de parlementsvoorzitter na onderhandelingen met de ECOWAS.

## Inhoud

### Waarnemingen
De aanwezigheid van terreur- en misdaadgroeperingen in het noorden van Mali bleef een ernstige bedreiging voor de bevolking in dat land en de stabiliteit in de regio. Ook werden de bemoeienissen van het Malinese leger met de overgangsautoriteiten in het land scherp veroordeeld. Verder werden ook de vele mensenrechtenschendingen veroordeeld. De overgangsautoriteiten hadden de situatie in Mali sedert januari 2012 op 13 juli 2012 aanhangig gemaakt bij het Internationaal Strafhof. Ook hadden ze op 18 september 2012 per brief toestemming gevraagd voor een internationale troepenmacht.

### Handelingen

#### Politiek proces
De overgangsautoriteiten van Mali werd gevraagd een overgangsplan te voltooien, de grondwettelijke orde en nationale eenheid te herstellen en presidents- en parlementsverkiezingen te houden. Malinese rebellengroepen moesten hun banden met terreurorganisaties, waarvan Al Qaida in de Islamitische Maghreb in het bijzonder, doorsnijden. Voorts werden de omstandigheden die op 11 december 2012 hadden geleid tot het ontslag van de eerste minister en de regering veroordeeld.

#### Veiligheidsproces

##### Opleiding van Malinese troepen
Het Malinese leger moest opnieuw doorheen heel het land worden gestationeerd om de veiligheid en stabiliteit op lange termijn te garanderen. Landen en internationale organisaties werd gevraagd bij te dragen aan de opleiding en versterking ervan. De Europese Unie had reeds een militaire missie naar Mali om opleiding en advies te verlenen gepland.

##### Inzet van AFISMA
Men besloot de inzet van een door Afrikaanse landen geleide internationale ondersteuningsmissie naar Mali – AFISMA genaamd – toe te staan. Die moest het leger aldaar bijstaan met onder meer het heroveren van het noorden van het land dat thans onder controle van allerlei groeperingen stond. Deze militaire operatie moest echter nog verder verfijnd en voorbereid worden en de Veiligheidsraad vroeg hiervan op de hoogte te worden gehouden.

##### Internationale steun
Landen – en vooral die in de Sahelregio – werd gevraagd troepen aan te leveren. Alle partijen in Mali werd gevraagd mee te werken en de veiligheid en bewegingsvrijheid van AFISMA in heel het land te verzekeren. Ook werd geëist dat ze ongehinderde hulpverlening toelieten aan de bevolking.

##### Mensenrechten
De Malinese autoriteiten droegen de verantwoordelijkheid voor de bescherming van de bevolking van Mali. AFISMA werd gevraagd mee te helpen de daders van ernstige mensenrechtenschendingen in Mali voor het Internationaal Strafhof te brengen.

##### Financiering
De lidstaten en internationale organisaties werd om financiële steun voor AFISMA. De EU had dergelijke steun reeds toegezegd. Logistieke- en materiële steun vanuit de VN zou later nog worden overwogen.

##### Aanwezigheid van de Verenigde Naties en rapportering
Secretaris-generaal Ban Ki-moon werd gevraagd in samenspraak met de Malinese autoriteiten een VN-aanwezigheid in dat land op te richten om bovenvermelde plannen te ondersteunen. Ten slotte werd hem gevraagd de Raad op de hoogte te houden over de uitvoering van deze resolutie.

## Verwante resoluties
- Resolutie 2056 Veiligheidsraad Verenigde Naties
- Resolutie 2071 Veiligheidsraad Verenigde Naties
- Resolutie 2100 Veiligheidsraad Verenigde Naties (2013)
- Resolutie 2164 Veiligheidsraad Verenigde Naties (2014)

Lijst ·  2033 ·  2034 ·  2035 ·  2036 ·  2037 ·  2038 ·  2039 ·  2040 ·  2041 ·  2042 ·  2043 ·  2044 ·  2045 ·  2046 ·  2047 ·  2048 ·  2049 ·  2050 ·  2051 ·  2052 ·  2053 ·  2054 ·  2055 ·  2056 ·  2057 ·  2058 ·  2059 ·  2060 ·  2061 ·  2062 ·  2063 ·  2064 ·  2065 ·  2066 ·  2067 ·  2068 ·  2069 ·  2070 ·  2071 ·  2072 ·  2073 ·  2074 ·  2075 ·  2076 ·  2077 ·  2078 ·  2079 ·  2080 ·  2081 ·  2082 ·  2083 ·  2084 ·  2085